# سيسبان جاوي
سيسبان جاوي (الاسم العلمي:Sesbania javanica) هو نوع من النباتات يتبع جنس السيسبان من الفصيلة البقولية. تم وصف هذا النوع من النبات علمياً لأول مرة من قبل فردريش أنطون ميكيل سنة 1855. سمي هذا النوع نسبةً إلى جزيرة جاوة في إندونيسيا.